# 勝浦正樹
勝浦 正樹（かつうら まさき、1978年8月10日 - ）は日本中央競馬会 (JRA) 美浦トレーニングセンターに所属していた元騎手。競馬評論家。

## 来歴
1997年にデビュー。同期には武幸四郎や秋山真一郎らがいる。初騎乗は1997年3月2日、中山競馬第2競走で、14頭立ての14着だった。初勝利は6月14日、福島競馬第1競走。
デビュー2年目の1998年に50勝を挙げる活躍を見せると、翌1999年の共同通信杯4歳ステークスでヤマニンアクロに騎乗し、重賞初勝利を挙げる。
2000年2月6日、小倉競馬第12競走で勝利してJRA通算100勝を達成した。
2002年、テレグノシスとのコンビでNHKマイルカップに挑み、GI初勝利を挙げる。しかし、このレースではやや強引なレース運びとなったことで、圧倒的1番人気のタニノギムレットが被害を受けるなど、審議対象となった。この年は自己最多の53勝を挙げ、第1回の中央競馬騎手年間ホープ賞を受賞した。
その後、テレグノシスとのコンビでは、ジャック・ル・マロワ賞やムーラン・ド・ロンシャン賞などへの海外遠征も行っており、ジャック・ル・マロワ賞では3着に入る健闘を見せた。
2007年、朝日杯フューチュリティステークスでゴスホークケンに騎乗して逃げ切り勝ちを収め、久し振りのJpnI（GI級競走）勝利を挙げた。
2009年9月20日、中山競馬第9競走をアロマンシェスで勝利し、JRA通算500勝を達成した。
2013年2月23日、小倉競馬第9競走でアクアブルーフライに騎乗し、史上27人目のJRA通算10000回騎乗を達成した。
2021年12月28日、中山競馬第6競走でハイリミットカフェに騎乗し、史上16人目のJRA通算15000回騎乗を達成した。

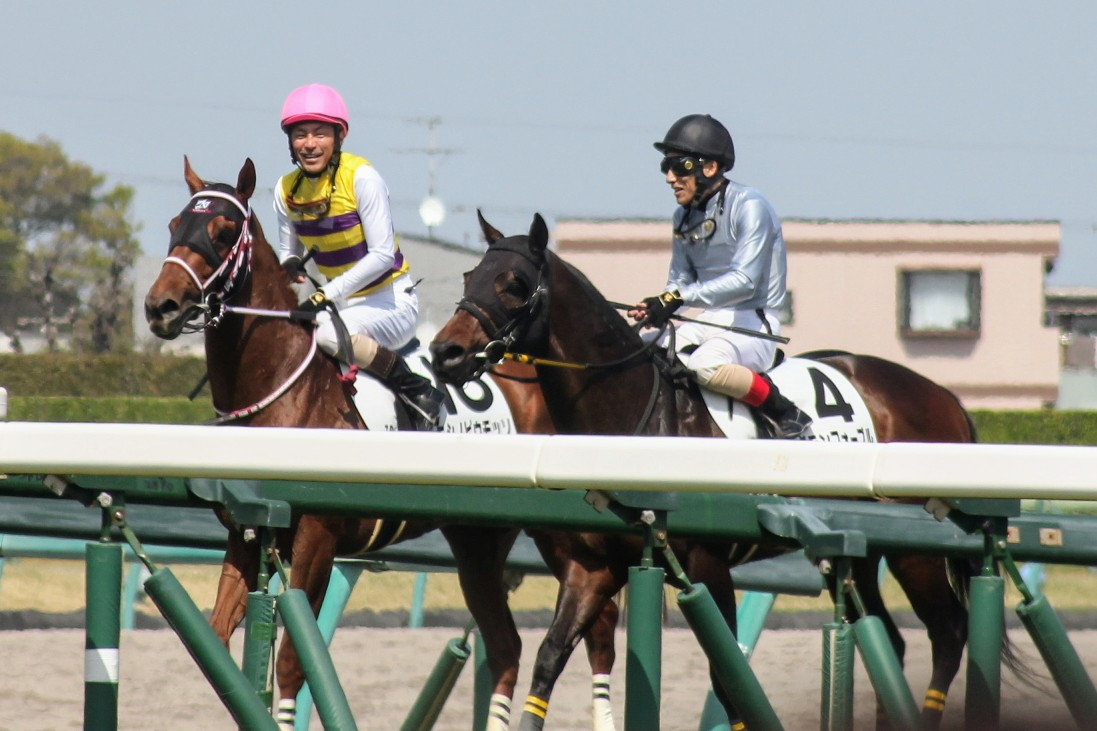
現役最終騎乗後に談笑する勝浦騎手(写真奥)と吉田豊騎手(写真手前)

2024年4月6日、同月14日付で騎手免許の取消申請を行い、騎手を引退する事をテレビ東京「ウイニング競馬」内で放映されたVTRで発表した。（VTR放映時、中山競馬場で騎乗していた。）。現役最終騎乗となった4月14日の中山競馬第7競走でニシノピウモッソに騎乗し2着だった。

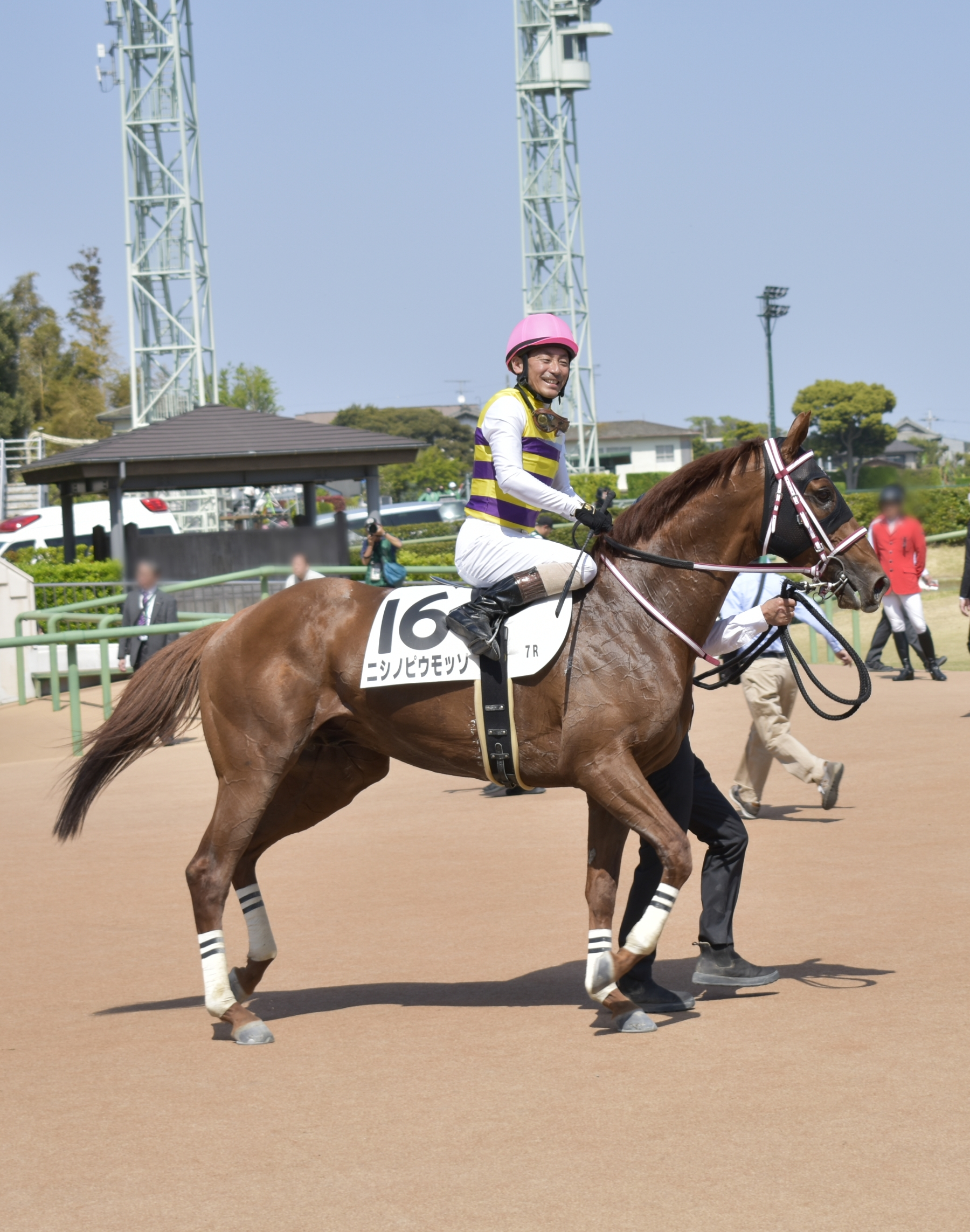
最終騎乗を終えた時の勝浦騎手とニシノピウモッソ号。

同年5月4日の東京競馬最終レース終了後に引退式が行われた。引退後は競馬評論家に転身した。

## 人物
「最終の勝浦」の異名を持ち、その日の最終競走（通常の場合は第12競走）で人気薄の馬を上位に持ってくるなどの活躍が目立った。
ばんえい競馬のイベント、JRAジョッキーDayのエキシビジョンレースに第1回より参加している。2017年の第11回では悲願の初勝利を挙げた。
好きなスポーツは大相撲とゴルフ。相撲は両国国技館へ足を運ぶほどの熱心なファン（好角家）でもある。

## 主な騎乗馬
- ヤマニンアクロ（1999年共同通信杯4歳ステークス）
- クラフトマンシップ（2000年函館記念）
- オンワードセイント（2001年エンプレス杯）
- テレグノシス（2002年NHKマイルカップ、2003年京王杯スプリングカップ、2004年毎日王冠）
- ディーエスサンダー（2003年マーキュリーカップ）
- トーセンダンディ（2004年オールカマー）
- スキップジャック（2004年京王杯2歳ステークス）
- グラスボンバー（2005年福島記念）
- キネティクス（2006年富士ステークス）
- シーキングザベスト（2006年武蔵野ステークス）
- アポロティアラ（2006年フェアリーステークス）
- サウンドザビーチ（2007年TCK女王盃）
- ゴスホークケン（2007年朝日杯フューチュリティステークス）
- アドマイヤスバル（2009年白山大賞典）
- パワーストラグル（2011年マーキュリーカップ3着）
- シゲルカガ（2015年北海道スプリントカップ）
- パドトロワ（2013年函館スプリントステークス）
- トゥインクル（2016年ダイヤモンドステークス）
- インカンテーション（2017年マーチステークス）[15]
- ニシノデイジー（2018年札幌2歳ステークス、東京スポーツ杯2歳ステークス）

## 騎乗成績
|            | 日付          | 競馬場・開催  | 競走名           | 馬名             | 頭数 | 人気 | 着順 |
| ---------- | ------------- | ------------- | ---------------- | ---------------- | ---- | ---- | ---- |
| 初騎乗     | 1997年3月2日  | 2回中山4日2R  | 4歳未勝利        | ミッシーダンサー | 14頭 | 13   | 14着 |
| 初勝利     | 1997年6月14日 | 1回福島1日1R  | 4歳未勝利        | ファンタジー     | 12頭 | 1    | 1着  |
| 重賞初騎乗 | 1997年9月21日 | 4回中山6日11R | セントライト記念 | タヤスアストラル | 12頭 | 10   | 12着 |
| 重賞初勝利 | 1999年2月14日 | 1回東京6日11R | 共同通信杯4歳S   | ヤマニンアクロ   | 14頭 | 10   | 1着  |
| GI初騎乗   | 1999年4月18日 | 3回中山8日11R | 皐月賞           | ヤマニンアクロ   | 17頭 | 10   | 10着 |
| GI初勝利   | 2002年5月4日  | 3回東京6日11R | NHKマイルカップ  | テレグノシス     | 18頭 | 4    | 1着  |
| 最終騎乗   | 2024年4月14日 | 3回中山8日7R  | 4歳以上1勝クラス | ニシノピウモッソ | 16頭 | 1    | 2着  |

| 年度   | 1着 | 2着  | 3着  | 騎乗数 | 勝率 | 連対率 | 複勝率 |
| ------ | --- | ---- | ---- | ------ | ---- | ------ | ------ |
| 1997年 | 11  | 13   | 25   | 247    | .045 | .097   | .198   |
| 1998年 | 50  | 39   | 46   | 475    | .105 | .187   | .284   |
| 1999年 | 34  | 51   | 40   | 547    | .062 | .155   | .229   |
| 2000年 | 42  | 54   | 42   | 629    | .067 | .153   | .219   |
| 2001年 | 31  | 42   | 41   | 523    | .059 | .140   | .218   |
| 2002年 | 53  | 61   | 57   | 706    | .075 | .161   | .242   |
| 2003年 | 47  | 47   | 61   | 585    | .080 | .161   | .265   |
| 2004年 | 47  | 51   | 56   | 704    | .067 | .139   | .219   |
| 2005年 | 36  | 41   | 41   | 681    | .053 | .113   | .173   |
| 2006年 | 35  | 42   | 67   | 686    | .051 | .112   | .210   |
| 2007年 | 43  | 42   | 56   | 770    | .056 | .110   | .183   |
| 2008年 | 35  | 49   | 47   | 678    | .052 | .124   | .193   |
| 2009年 | 45  | 50   | 60   | 704    | .064 | .135   | .220   |
| 2010年 | 36  | 50   | 63   | 728    | .049 | .118   | .205   |
| 2011年 | 54  | 56   | 56   | 694    | .078 | .159   | .239   |
| 2012年 | 43  | 41   | 44   | 524    | .082 | .160   | .244   |
| 2013年 | 51  | 60   | 54   | 710    | .072 | .156   | .232   |
| 2014年 | 46  | 53   | 55   | 644    | .071 | .154   | .239   |
| 2015年 | 50  | 60   | 46   | 715    | .070 | .154   | .218   |
| 2016年 | 38  | 37   | 46   | 674    | .056 | .111   | .180   |
| 2017年 | 31  | 49   | 43   | 615    | .050 | .130   | .200   |
| 2018年 | 27  | 39   | 42   | 554    | .049 | .119   | .195   |
| 2019年 | 16  | 26   | 25   | 393    | .041 | .107   | .170   |
| 2020年 | 17  | 19   | 31   | 405    | .042 | .089   | .165   |
| 2021年 | 19  | 23   | 25   | 410    | .046 | .102   | .163   |
| 2022年 | 16  | 23   | 16   | 335    | .048 | .116   | .164   |
| 2023年 | 9   | 9    | 13   | 244    | .037 | .074   | .127   |
| 2024年 | 5   | 7    | 2    | 94     | .053 | .128   | .149   |
| 中央   | 967 | 1134 | 1200 | 15674  | .062 | .134   | .211   |

## 表彰歴
- フェアプレー賞（関東）（2001年度、2002年度、2006年度、2009年度、2010年度、2011年度、2012年度、2015年度、2016年度、2017年度[16]）
- 中央競馬騎手年間ホープ賞（2002年度）[3]